# Eric Namesnik
Eric John Namesnik (Butler, 7 de agosto de 1970 - Ypsilanti, 11 de janeiro de 2006) foi um nadador norte-americano, ganhador de duas medalhas de prata em Jogos Olímpicos.
Morreu em 11 de janeiro de 2006, por ferimentos sofridos de um acidente de carro em 7 de janeiro de 2006, devido à neve na pista.